# Гакало Ірина Альбертівна
Ірина Альбертівна Гакало (нар. 24 серпня 1968, Хмельницький) — українська підприємиця, освітянка, громадська діячка, меценатка. Співзасновниця торгової марки «Насолода», ініціаторка створення освітнього простору «Мої обрії», голова проєктів у сфері сімейного, духовного та освітнього розвитку.

## Біографія
За освітою — інженерка-економістка, фахівчиня з організації та нормування праці.

## Професійна діяльність
Співзасновниця ТМ «Насолода» — бренду кондитерських виробів з 1997 року.
Співзасновниця мережі ресторанів BRG (Best Restaurant Group), яка управляє ресторанами Beef & Cake, Piccolino та кейтеринговою службою.

## Освітні ініціативи
У 2015 році стала співзасновницею ліцею та мережі садочків «Мої обрії», що базуються на християнських цінностях і сучасних методиках. Заклад висвітлювався у місцевих ЗМІ у зв’язку з проведенням свят та освітніх заходів.

## Громадська діяльність
Є дияконисою церкви християн віри євангельської «Благодать Христа» та учасницею міжнародного бізнес-клубу Business Woman Club.

## Нагороди
- «Жінка ІІІ тисячоліття» (2016)[6]

## Особисте життя
Одружена з Валентином Гакалом, має трьох дітей і трьох онуків.